# Сребрни лав
Сребрни лав (итал. Leone d'argento, познат и као Сребрни лав за најбољу режију) је годишња награда која се додељује за најбоља режијска остварења у играном филму у званичној такмичарској секцији Венецијанског филмског фестивала од 1998. године.
Награда је додељивана нередовно и прошла је кроз неколико промена намене. Између 1953. и 1994. награда је ретко додељивана већем броју филмова као друга награда за оне који су номиновани за Златног лава. Сребрни лав је у различитим периодима награђиван и за дебитантске филмове, кратке филмове и режију. Добитник Сребрног лава је и Емир Кустурица, за филм Црна мачка, бели мачор из 1998.

## Добитници Сребрног лава
| Година      | Режисер                  | Филм                           | Оригинални наслов                       |
| ----------- | ------------------------ | ------------------------------ | --------------------------------------- |
| 1990s       |                          |                                |                                         |
| 1990 (47th) | Мартин Скорсезе          | Goodfellas                     | Goodfellas                              |
| 1998 (55th) | Емир Кустурица           | Black Cat, White Cat           | Црна мачка, бели мачор                  |
| 1999 (56th) | Жанг Уанг                | Seventeen Years                | 過年回家                                |
| 2000s       |                          |                                |                                         |
| 2000 (57th) | Будадеб Дасгупта         | Uttara                         | উত্তরা                                    |
| 2001 (58th) | Бабак Пајарми            | Secret Ballot                  | رأی مخفی                                |
| 2002 (59th) | Ли-Чанг Донг             | Oasis                          | 오아시스                                |
| 2003 (60th) | Такеши Китано            | Zatōichi                       | 座頭市                                  |
| 2004 (61st) | Ким Ки-дук               | 3-Iron                         | 빈집                                    |
| 2005 (62nd) | Филип Галер              | Regular Lovers                 | Les Amants réguliers                    |
| 2006 (63rd) | Ален Рене                | Private Fears in Public Places | Cœurs                                   |
| 2007 (64th) | Брајан де Палма          | Redacted                       | Redacted                                |
| 2008 (65th) | Алексеј Алексевич Герман | Paper Soldier                  | Бумажный солдат                         |
| 2009 (66th) | Ширин Нешат              | Women Without Men              | Zanan-e bedun-e mardan                  |
| 2010s       |                          |                                |                                         |
| 2010 (67th) | Алекс де ла Иглесија     | The Last Circus                | Balada triste de trompeta               |
| 2011 (68th) | Каи Шангјун              | People Mountain People Sea     | 人山人海                                |
| 2012 (69th) | Пол Томас Андерсон       | The Master                     | The Master                              |
| 2013 (70th) | Александрос Авранас      | Miss Violence                  | Miss Violence                           |
| 2014 (71st) | Андреј Кончаловски       | The Postman's White Nights     | Белые ночи почтальона Алексея Тряпицына |
| 2015 (72nd) | Пабло Траперо            | The Clan                       | El Clan                                 |
| 2016 (73rd) | Амат Ескаланте           | The Untamed                    | La región salvaje                       |
| 2016 (73rd) | Андреј Кончаловски       | Paradise                       | Рай                                     |
| 2017 (74th) | Хавијер Легранд          | Custody                        | Jusqu'à la garde                        |
| 2018 (75th) | Жак Одар                 | The Sisters Brothers           | The Sisters Brothers                    |
| 2019 (76th) | Рој Андерсон             | About Endlessness              | Om det oändliga                         |
| 2020s       |                          |                                |                                         |
| 2020 (77th) | Кијоши Куросава          | Wife of a Spy                  | スパイの妻                              |
| 2021 (78th) | Џејн Кампијон            | The Power of the Dog           | The Power of the Dog                    |